# In Search of Solid Ground
In Search of Solid Ground è il secondo album in studio del gruppo musicale post-hardcore statunitense Saosin, pubblicato nel 2009.

## Tracce
1. I Keep My Secrets Safe – 3:54
2. Deep Down – 3:25
3. Why Can't You See? – 2:39
4. Changing – 3:47
5. On My Own – 5:18
6. The Alarming Sound of A Still Small Voice – 4:42
7. Say Goodbye – 5:04
8. The Worst of Me – 3:35
9. It's All Over Now – 3:47
10. What Were We Made For? – 3:33
11. Is This Real? – 3:58
12. Nothing Is What It Seems (Without You) – 4:25
13. Fireflies (Light Messengers) – 8:30

## Formazione
- Cove Reber - voce
- Beau Burchell - chitarra, cori
- Justin Shekoski - chitarra, cori
- Chris Sorenson - basso, cori
- Alex Rodriguez - batteria, percussioni